# Meane-Baba-Mausoleum
Das Meane-Baba-Mausoleum ist ein Gebäude aus dem 11. Jahrhundert in der turkmenischen Provinz Ahal und dient als Grabmal des Sufis Abū Saʿīd.

## Lage
Das Meana-Baba-Mausoleum befindet sich nahe dem Ort Dushak in der Wüste Karakum. Nördlich verläuft die Fernstraße M37, die von Türkmenbaşy am Kaspischen Meer über die Hauptstadt Aşgabat nach Osten verläuft. Die unmittelbare Umgebung des Mausoleums ist heute weitestgehend unbesiedelt und von der Wüstenlandschaft der Karakum geprägt. Früher lag das Meane-Baba-Mausoleum in der Stadt Mehne, die vom Handel an der Seidenstraße profitierte. Nachdem die Stadt auf Grund von Wassermangel aufgegeben wurde, ist heute nur noch das Mausoleum von der ehemaligen Siedlung übriggeblieben. Dieses wird von der lokalen Bevölkerung in Stand gehalten. Auch heute noch besuchen Reisende und Pilger das Mausoleum.

## Baugeschichte
Der berühmte Sufi Abū Saʿīd lebte von 968 bis 1049 in Zentralasien und gilt als einer der bedeutendsten Sufis und als großer Philosoph. Bald nach seinem Tod begannen die Arbeiten an seinem Mausoleum und fielen damit in die Blütezeit der Dynastie der Seldschuken, die im 11. und 12. Jahrhundert ein Großreich in Zentral- und Vorderasien beherrschten. Das Meane-Baba-Mausoleum gilt als eines der bedeutendsten Beispiele der Seldschukischen Architektur. Im 14. Jahrhundert wurde das Mausoleum teilweise renoviert, weite Teile der ursprünglichen Bausubstanz blieben dabei aber erhalten.
Auf Grund seiner architektonischen und historischen Bedeutung ist das Meane-Baba-Mausoleum seit dem 20. Jahrhundert Gegenstand archäologischer Untersuchungen.

## Beschreibung
Das Gebäude hat einen quadratischen Grundriss mit einer Seitenlänge von circa 10 Metern, sodass die Grundfläche circa 100 Quadratmeter bemisst. Charakteristisch für das Bauwerk ist die Dachkonstruktion, die aus zwei Kuppeln besteht. Der Eingang ist in Form eines Pischtaks erbaut und wurde in seiner heutigen Form maßgeblich während des Umbaus im 14. Jahrhundert gestaltet. Bei diesen Bauarbeiten wurde auch ein buntes Mosaik aus blauen, grünen und türkisen Fliesen rund um den Haupteingang hinzugefügt. Die restliche Bausubstanz ist seit dem Bau des Mausoleums im 11. Jahrhundert nahezu unverändert geblieben. Im Inneren des Mausoleums finden sich mehrere arabische Inschriften an den Wänden, auf der Innenseite der Kuppel befindet sich ein achtzackiger Stern.